# 甯長敬
甯長敬（？—1862年），字起珊，安徽池州府青陽縣人，清朝官員。

## 生平
甯長敬於1859年（咸豐九年）接替恩煜，於台灣擔任台灣府淡水撫民同知。台灣府淡水撫民同知又稱淡水同知，為台灣清治時期的重要地方官員，官職品等為正五品，專司負責北台灣內政，為駐守於淡水廳的地方父母官。因為當時淡水廳管轄區域約今台灣基隆至新竹，因此實為北台灣的統治者。